# Вовна Петро Олексійович
Петро Олексійович Вовна (нар. 11 червня 1906, село Хмелів, нині Роменського району, Сумської області — 2 березня 1940) — радянський льотчик, капітан, Герой Радянського Союзу (посмертно).

## Біографія
Народився в родині сільського шевця. У рідному селі в 1920 році закінчив п'ятирічну школу. З 1925 року працював завідувачем Хмелівського сільбуду. В 1927 році призваний до Червоної армії і направлений у Одеське військове авіаційне училище. Після його закінчення льотчик-бомбардувальник у 1938 році брав участь у боях проти японців на острові Хасан. Пізніше з травня по жовтень цього ж року брав участь у війні в Китаї. Воював проти фінів на Карельському перешийку. В радянсько-фінській війні 1939—1940 роках був командиром 2-ї ескадрильї 2-го швидкісного бомбардувального полку (13-та армія Північно-Західного фронту). В цілому здійснив 54 бойових вильотів за що отримав звання капітана. За стійкість і героїзм, виявлений в боях проти фінів, командиру 2-ї ескадрильї 2 бомбардувального полку. Петрові Олексійовичу Вовні присвоєно Героя Радянського Союзу. Нагороджений орденом Леніна, двома орденами Червоної Зірки. Одна з вулиць міста Ромни носить ім'я героя. Завершив 24 бойових вильоти. 2 березня 1940 року, був збитий зенітним вогнем під містом Виборгом. Похований в районі залізничної станції Яски (могила № 39).

## Нагороди
Указом Президії Верховної Ради СРСР від 27 квітня 1940 року за хоробрість і героїзм, проявлені в боях проти фінів, Петру Олексійовичу Вовні посмертно присвоєно звання Героя Радянського Союзу.
Нагороджений Орденом Леніна та двома орденами Червоного Прапора.